# Ангелос Постекоглу
Ангелос Постекоглу (грч. Άγγελος Ποστέκογλου; 27. август 1965) бивши је аустралијски фудбалер и  фудбалски тренер грчкога порекла. 

## Репрезентација
За репрезентацију Аустралије дебитовао је 1986. године. За национални тим одиграо је 4 утакмице.

## Статистика
| Аустралија | Аустралија | Аустралија |
| Год.       | Ута.       | Гол.       |
| ---------- | ---------- | ---------- |
| 1986       | 2          | 0          |
| 1987       | 0          | 0          |
| 1988       | 2          | 0          |
| Укупно     | 4          | 0          |